# Джаміла Санмуган
Джаміла Санмуган (англ. Jamila Sanmoogan, 20 березня 1997) — гаянська плавчиня.
Учасниця Олімпійських Ігор 2016 року.